# Mulher-Gato
Mulher-Gato (em inglês, Catwoman) é o alter ego de Selina Kyle, uma personagem fictícia de histórias em quadrinhos; publicada pela editora estadunidense DC Comics, comumente em associação com o Batman. Criada por Bill Finger e Bob Kane, teve sua primeira aparição na edição número 1 de Batman, em 1940, no qual é conhecida como "A Gata". Mulher Gato foi tradicionalmente retratada como vilã do Batman, mas desde o final da década de 1960, ela veem sendo escrita mais simpática. Com a sua série mensal dos anos 1990, Selina Kyle foi restabelecida como anti-heroína no cânone da DC. Mulher Gato é conhecida por compartilhar uma rivalidade e romance complexo com Batman, permanecendo o mais longo interesse amoroso do super-herói.
A original e mais conhecida Mulher-Gato é Selina Kyle, o alter ego foi revelado em Batman #62 de 1951. A personagem foi parcialmente inspirada pela prima de Kane, Ruth Steel, bem como a atriz Jean Harlow. Em sua primeira aparição, era uma ladra, que utilizava chicote, com gosto para roubos de alta escala. Por muitos anos a personagem prosperou, mas entre setembro de 1954 a novembro de 1966, Mulher Gato sofreu um hiato prolongado devido a instalação da Comics Code Authority em 1954. O Código continha regras relativas à elaboração e interpretação de personagens femininas, uma censura que não está mais em uso. Nos quadrinhos, duas outras mulheres adotaram a identidade de Mulher-Gato, além de Selina: Holly Robinson e Eiko Hasigawa.
Uma figura popular, Mulher Gato foi destaque na maioria das adaptações relacionadas ao Batman. As atrizes Julie Newmar, Lee Meriwether e Eartha Kitt apresentou-a a um grande público na série de tv do Batman e o filme de 1966. Michelle Pfeiffer interpretou a personagem em 1992 no filme Batman Returns. Halle Berry estrelou um filme solo da personagem, Mulher-Gato de 2004, que foi um fracasso comercial e de crítica. Anne Hathaway retratou Selina Kyle no filme The Dark Knight Rises de 2012, uma versão jovem de Kyle foi interpretada por Camren Bicondova na série de 2014, Gotham, e recentemente, Zoë Kravitz interpretará a personagem no filme The Batman em 2022.
Mulher-Gato ficou em 11º lugar no "Top 100 Vilões dos Comics de Todos os Tempos", sendo a primeira colocada das mulheres na lista da IGN, e 51º na lista da revista Wizard: "100 Maiores Vilões de Todos os Tempos". Por outro lado, ela ficou em 20º no "Top 100 heróis dos quadrinhos de todos os tempos" da IGN, bem como 23ª na lista do Comics Buyer's Guide: "100 mulheres mais sexy nos quadrinhos".

## Criação
Estreando na primeira edição de Batman, em 1940, é uma das personagens mais antigas e importantes do universo do Homem-Morcego. Com o sucesso na Detective Comics, o personagem ganhou seu próprio título, paralela a série onde estreou. Em sua primeira edição a Batman & Robin, conhecem dois dos personagens mais conhecidos da mitologia do herói, é a estreia dos antagonistas; Coringa e da gatuna "A Gata".
Assim como Batman que foi elaborado de um processo criativo, inspirado em três influências; Aeroplano de Leonardo da Vinci, o personagem Zorro e o filme "The Bat Whispers" ; Coringa inspirado na carta de baralho e na feição do ator Conrad Veidt na adaptação cinematográfica do livro de Victor Hugo, O Homem que Ri. A Gata também pode ter sido inspirada com influência cinematográfica. De acordo com especulações, serviram de inspiração para os criadores as atrizes de cinema da década de 1930; Hedy Lamarr, considerada a garota mais bonita dos cinemas, e Jean Harlow pioneira no uso do sex appeal em Hollywood; além da própria mulher do Bob Kane, Ruth Steel.

Kane e Finger queriam acrescentar um pouco de “sex appeal” às histórias do Batman, sem ser de forma óbvia e rasa. Buscavam um interesse romântico para o Homem Morcego, mas não uma dama frágil e indefesa a ser salva na última página da história. Assim surgiu a ideia de uma personagem forte, de caráter ambíguo, que representasse um desafio e deixasse no ar um clima de mistério e sedução. O objetivo era conquistar leitores de ambos os sexos e não só pela bela aparência, mas principalmente pelas suas atitudes. O caráter volúvel e traiçoeiro de Selina Kyle constitui uma marca registrada indelével. Era chamada de The Cat e não possuía um uniforme especial para se caracterizar como o faz atualmente. 
| “ | Quanto a temática felina, Kane explicou: "Eu sempre senti que mulheres são criaturas felinas e homens são mais como cachorros. Enquanto cachorros são fiéis e amigáveis, gatos são legais, desapegados, e não confiáveis. Eu sempre me senti melhor com cachorros em minha volta - gatos são tão difíceis de entender quanto mulheres.”" | ” |

## História fictícia
Órfã desde menina, Selina Kyle passou algum tempo em um orfanato feminino, do qual eventualmente fugiu. Sua inspiração para se tornar a Mulher-Gato teria se originado ao observar o próprio Batman, personagem com o qual acabou tendo um romance. A personagem da Mulher-Gato teve diversas origens diferentes ao longo do tempo: em Batman#1 de 1940, a Mulher-Gato era conhecida simplesmente como "A Gata" e não vestia uniforme algum. Nessa época ela já era uma ladra de joias que rivalizava com Batman. No mesmo ano, mais precisamente no outono, em uma outra versão de sua origem, ela sofre um acidente de avião e acaba tendo amnésia e a única coisa que acaba se lembrando é dos gatos que possuía na casa de seu pai. O tempo passou e no ano de 1986 uma outra versão para a origem da Mulher-Gato acaba surgindo pelas mãos de Frank Miller: nessa versão, Selina é uma prostituta que no passado foi abusada pelo próprio pai e que gosta de gatos e acaba se tornando uma ladra uniformizada ao ver Batman em ação no subúrbio de Gotham onde vivia e trabalhava. Em outra versão, acaba se casando com Bruce Wayne após se arrepender de seus crimes.

#### Era de Ouro
A Mulher-Gato foi criada no ano de 1940 para ser o interesse amoroso do Batman. Mas diferente de outras personagens que faziam par romântico com algum herói, os criadores queriam uma personagem ambígua, traiçoeira e que pudesse conquistar leitores de ambos os sexos. Ela foi criada originalmente para ser amante e ao mesmo tempo inimiga do Batman, mas seus atos criminosos nunca constaram assassinato como o Coringa. Seu uniforme mais conhecido nessa época é o clássico roxo com saias. Foi nesse período inclusive que surgiu a versão da amnésia da personagem, em que a mesma sofre um acidente de avião e se esquece do seu passado e por se lembrar somente de gatos acaba se tornando a ladra de joias Mulher-Gato.

#### Era de Prata
Na Era de Prata iniciado nos anos de 1955 e 1956, a Mulher-Gato acabou esquecida em meio a toda bizarrice sofrida nas HQs com o personagem de Batman. Somente no fim desse período, no ano de 1966 e 1967, que ela volta a ativa rivalizando com a personagem Lois Lane, e mais tarde enfrentando Batman, Robin e Batgirl. Seu uniforme mais lembrado é o verde inspirado na série de Batman protagonizada por Adam West e Burt Ward na época.

#### Era de Bronze e Terra 2
Essa época abrange parte da era de Prata e Bronze. A Mulher-Gato da Terra 2, diferente da Terra 1 (que continuou com sua vida criminosa), após o episódio da amnésia, passa a trabalhar com Batman e Robin e juntos esse trio passam a combater o crime na cidade de Gotham City. Tempos depois a personagem decide abandonar sua vida de heroína e se casa com Bruce Wayne e tem uma filha chamada Helena Wayne, que já adulta, vira uma vigilante chamada Caçadora. Nessa mesma época, a Mulher-Gato é assassinada pelos capangas de Cernak. Logo depois da sua morte, Bruce Wayne pega o seu corpo e leva para a batcaverna e lá a Mulher-Gato ressuscita com algum tipo de maquina especifica do Batman (Bruce Wayne).

#### Crise nas Infinitas Terras
Em Batman Ano Um, Selina é retratada como uma garota-de-programa que decide abandonar o ofício para se tornar a ladra mais sensual, se tornando assim a Mulher-Gato.
Consecutivamente, foi lançado um especial intitulado Mulher-Gato, que reconta a origem da personagem.
Newell utiliza a caracterização de Miller em Batman Ano Um e elabora uma história paralela estrelada por Selina, a qual era prostituta e após ser abusada por um cafetão e ir parar em um hospital, é treinada pelo Pantera que a ensina a lutar e a se defender. Depois disso, ela parte para o mundo do crime como a temível ladra conhecida como Mulher-Gato.
Após Zero Hora, o passado duvidoso da Mulher-Gato como garota-de-programa foi ignorado completamente.
Na história As Regras, de Catwoman #75, de 1999 (publicado no Brasil em Batman Premium 6 (Editora Abril)), a ladra felina é baleada e relembra mais uma parte do seu passado. Selina rememora o tempo em que passou no circo de Del Halperm. A ainda adolescente Selina é pega em flagrante por Del ao bater carteiras no circo. Ele propõe que ela entre para a trupe, pois ao fazê-lo poderá bater carteiras livremente por fazer parte deles. Selina aceita. Lá ela recebe treinamento físico, como contorcionismo e equilibrismo, e Del torna-se uma influência poderosa que ajuda a forjar seu caráter corajoso, aventureiro e trapaceiro.

## Habilidades
- Pico da Condição Humana: A Mulher-Gato possui força, durabilidade, velocidade, reflexos, agilidade e vigor acima de um humano comum, devido ao seu treinamento.
- Mestre Acrobata: Selina é uma atleta talentosa, com maior capacidade acrobática. Seus feitos foram tão incríveis que alguém poderia argumentar que sua habilidade atlética é um tanto sobre-humana.
- Mestre em Artes Marciais: Selina foi treinada pelo Mestre Sem Braço em artes marciais e por Pantera em Boxe e Luta de rua. É uma lutadora perigosa, inteligente e engenhosa, conhecida por ataques precisos, ágeis e fugas rápidas. Suas formidáveis habilidades de combate corpo a corpo são aumentadas por sua velocidade, agilidade, reflexos, equilíbrio e flexibilidade semelhantes a felinos. Mulher-Gato dominou os seguintes estilos de artes marciais; Boxe, Kickboxing, Capoeira, Jeet Kune Do, Taekwondo, Hapkido, Jujutsu, Kung Fu ao Estilo Dragão e Karatê.
- Discrição: Selina é tão furtiva quanto qualquer gato grande. Ela conseguiu facilmente se aproximar de grandes grupos de pessoas e até de outros vigilantes em patrulha. Ela mostra proezas marcadas nessa habilidade enquanto está à espreita para o próximo emprego.
- Mestre Ladra: Selina é uma ladra mestre, conhecida em Gotham City por seu roubo de objetos com temas de gatos e / ou gemas e joias da mais alta qualidade. Dificilmente alguém que derrubaria um banco, Mulher-Gato preferiria invadir o escritório do presidente e levar seus documentos pessoais.
- Disfarce: Para tirar suas muitas alcaparras, Mulher-Gato recorre a disfarces e pseudônimos. Uma vez, ela posou como uma senhora idosa para roubar uma peça valiosa de joias enquanto estava em um navio de cruzeiro. Mais tarde, ela posou como frequentadora de uma boate para se familiarizar com seus donos e voltar mais tarde para roubá-los.
- Empatia Felina: A Mulher-Gato tem uma forte afinidade pelos gatos. As espécies felinas tendem a afluir para ela, aceitando-a quase imediatamente, reconhecendo de alguma forma que ela não é uma inimiga, mas uma amiga. Isso lhe permite acalmar gatos feridos, treiná-los, fazer amizade com eles e formar fortes laços com eles. Esses animais às vezes chegam em sua defesa quando é atacada. Isto provou ser mais benéfico, especialmente quando envolveu grandes felinos.

## Revista própria
A Mulher-Gato com o sucesso de sua personagem nas revistas do Batman, ganhou também uma série própria nos quadrinhos, e essa sua nova versão nessa série era muito mais aventureira e bem humorada. No final dos anos 1990 o título rendeu seu 2º Volume, que durou até o número 82 nos EUA.

## Outras mídias

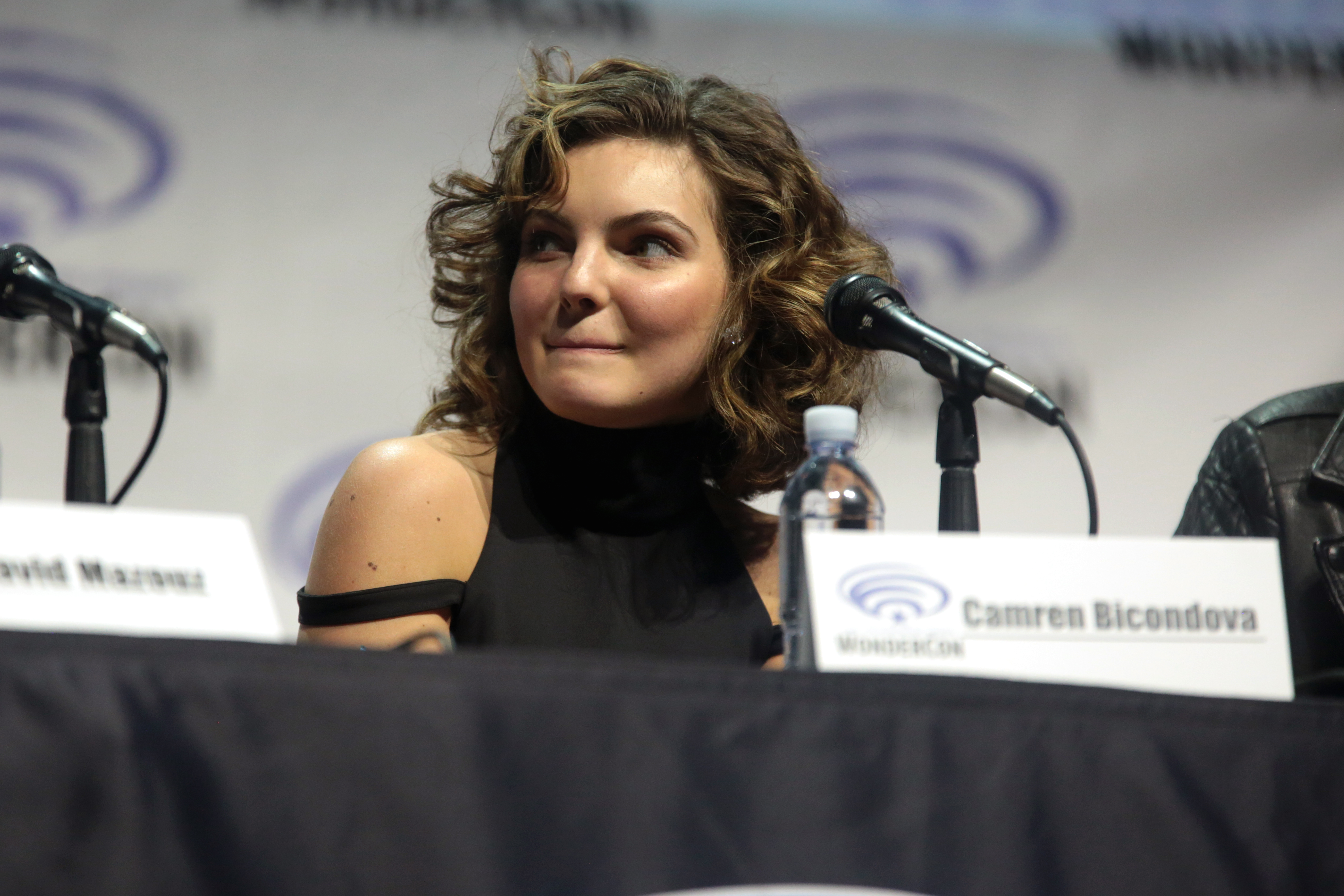
Camren Bicondova no seriado Gotham

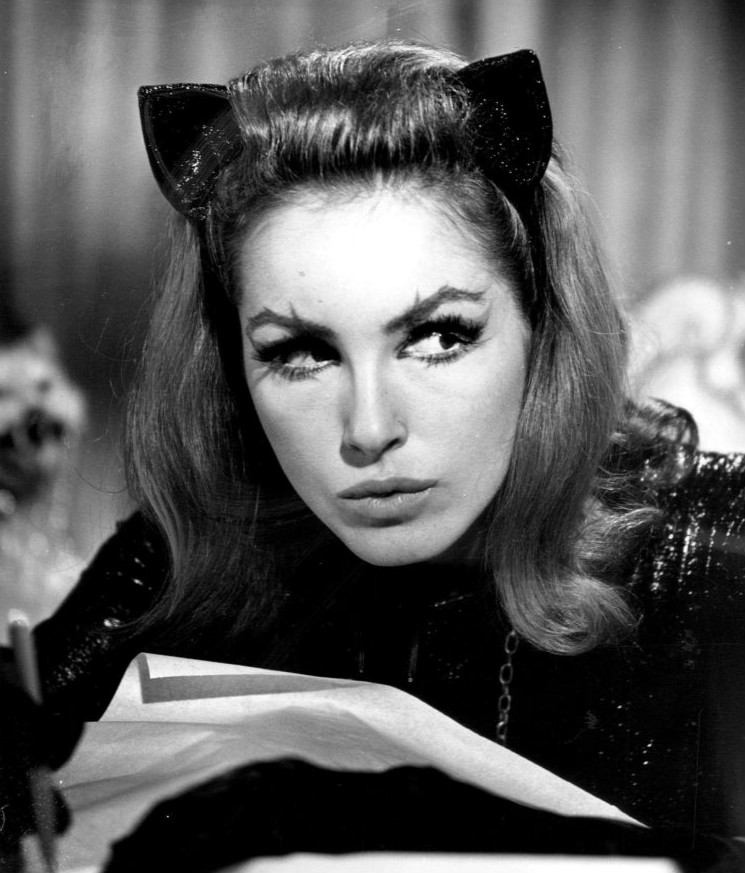
Foto promocional de 1966 com Julie Newmar no papel de Mulher-Gato, da série de TV do Batman da década de 1960

A atriz Michelle Pfeiffer interpretou a personagem no filme Batman: O Retorno, de 1992.

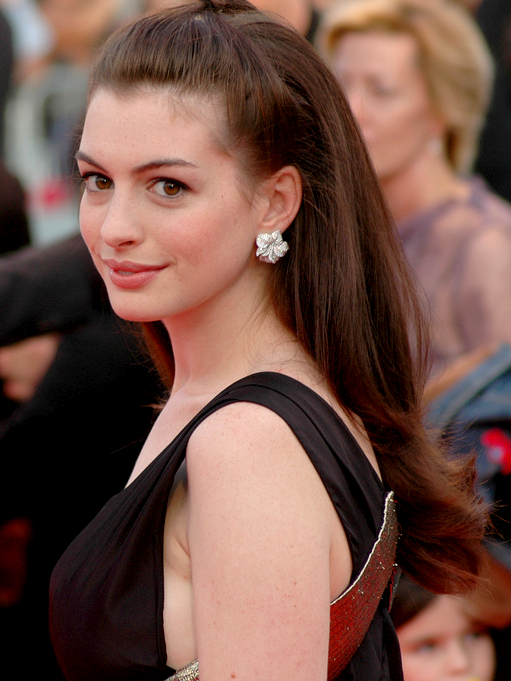
Anne Hathaway foi Selina Kyle em The Dark Knight Rises, 2012.

### Televisão
Houve uma enorme moralização nos anos 1950 e assim sendo, a personagem acabou ficando "apagada" dos quadrinhos, até que à série de televisão estrelada por Adam West como Batman e Burt Ward como Robin, trouxeram a Mulher-Gato de volta a ativa.
No começo do seriado, a atriz Julie Newmar é quem vestiu o manto da felina. A personagem se mantinha altamente sexy e cômica. Continuava como  sendo uma vilã, mas ainda mantinha seu ar sedutor e cativante. Vestia látex como uniforme com orelhas de gato. Com o tremendo sucesso da personagem, a Mulher-Gato passou a ser retratada nos quadrinhos de forma semelhante à personagem do seriado.
Em 1966 a atriz Julie Newmar deu adeus a série na terceira temporada e em seu lugar entrou a cantora negra Eartha Kitt, que fez uma Mulher-Gato extremamente exagerada em comparação com Julie Newmar. Mas o seu "ronronar" sensual causou um certo furor entre os fãs americanos.
Em 2002, no episódio piloto da série de TV Birds of Prey, a Mulher-Gato faz uma participação especial, sendo interpretada por Maggie Baird.
Em 2014, a atriz Camren Bicondova interpreta na série Gotham exibida pela Fox a versão jovem de Selina Kyle.

### Cinema

#### Batman, o Homem-Morcego
O sucesso da série de televisão do Batman durante a década de 1960 foi tão grande, que fizeram um longa metragem baseado na mesma. Nessa nova adaptação, a Mulher Gato foi interpretada por Lee Meriwether, ex-Miss América, que ficou no lugar de Julie Newmar, já que a mesma na época estava com a agenda cheia e não podia comparecer para filmar o longa.

#### Batman: O Retorno
Em 1992, Tim Burton deu sequência a seu segundo filme do Cavaleiro das Trevas, chamado de Batman: O Retorno. A personagem de Selina Kyle foi interpretada por Michelle Pfeiffer. Era secretária de Max Schreck (representado por Christopher Walken) que após descobrir uma de série de ilegalidades suas, foi assassinada bruscamente pelo mesmo. Mas, misteriosamente, é ressuscitada por gatos, tornando-se uma vilã perversa e sensual que alia-se ao Pinguim (interpretado pelo ator Danny de Vito) para destruírem Batman (vivido por Michael Keaton).

#### Batman: Eternamente
A Mulher-Gato foi brevemente mencionada no filme Batman Eternamente (1995), o roteiro pelo qual foi originalmente escrito como uma continuação direta do filme anterior.

#### Mulher-Gato
Em 2004, o filme Catwoman foi lançado, tendo Mulher-Gato sido interpretada pela atriz americana Halle Berry. Nessa adaptação, que não tem relação alguma com o universo de Batman, a personagem ganhou uma nova identidade, Patience Phillips, bem como foi concebida sobre uma inédita mitologia envolvendo o misticismo entorno dos gatos ao longo da história, principalmente no Antigo Egito (uma vez que os egípcios acreditavam que os gatos eram seres mágicos, quase divinos). Além de Halle Berry, Catwoman (ou Mulher-Gato, como foi lançado no Brasil) também teve no elenco Sharon Stone e  Frances Conroy. Infelizmente, o longa não foi bem recebido, tanto pela crítica especializada como pelo público, tendo arrecadado apenas cerca de US$80 milhões em todo o mundo (apesar de ter tido o orçamento de mais de US$100 milhões).

#### Batman: O Cavaleiro das Trevas Ressurge
Em 2012 a atriz Anne Hathaway deu vida a Mulher-Gato no terceiro filme da mais recente franquia de Batman, intitulado The Dark Knight Rises, dirigido por Christopher Nolan. Nesse filme não há citação do nome "Mulher-Gato", sendo a personagem apenas Selina Kyle, mas ela se veste com roupas e máscara de couro pretas, e as orelhas de gato fazem parte do seu uniforme (que na verdade são seus óculos de visão noturna repousados sobre sua cabeça). É apenas uma ladra de Gotham e em algumas cenas do filme fazem referência a ela como gata, gatuna e etc. Seu visual é inspirado na Mulher-Gato dos anos 1960.

#### The Batman
Em 2022 a personagem será interpretada pela atriz Zoë Kravitz no novo filme, The Batman, dirigido por Matt Reeves e trazendo Robert Pattinson no papel do Homem-Morcego.

### DVD e streaming
Em 2021, foi anunciada a animação Catwoman: Hunted (br: Mulher-Gato - A Caçada). O filme animado estrelaria Selina Kyle no papel de Mulher-Gato como protagonista, ao lado de Kate Kane como Batwoman. Foi lançado em 2022 em DVD, Blu-Ray e plataformas digitais, além do serviço de streaming da HBO Max.

### Animações
Foi lançado um desenho animado estrelado pela dupla dinâmica Batman e Robin e tinha grandes participações também da Mulher-Gato, que na época se vestia com um uniforme verde e era uma vilã perversa cheia de capangas. Possuía também um Gatomóvel e um Gatocóptero, ambos com gigantescas orelhas de gato.
Em 1992, no desenho Batman: The Animated Series de Paul Dini e Bruce Timm, a personagem da Mulher-Gato era loira, inspirada no filme Batman - O Retorno. Somente depois de mais algumas temporadas é que a Mulher-Gato passou a ter seu cabelo escuro e clássico de volta. Essa mudança foi explicada apenas na revista em quadrinhos derivada da série de tv Batman: Gotham Adventures nº 04 (setembro de 1998). Nela é mostrado que Selina usava tintura para cabelos para ficar loira, mas deixou de usá-la por causa dos testes com animais.
Ela também aparece na animação de 2004 The Batman.[carece de fontes?]
Na série Batman Beyond, que mostra uma Gotham futurística com Bruce Wayne sendo mentor do novo Batman Terry McGinnis. Num episódio, Terry se envolve com uma integrante de um grupo criminoso, Mel Walker / Ten e no final para consola-lo após Mel ser presa, Bruce diz que irá contar sobre Selina Kyle.

### Batman Arkham City
No jogo Batman: Arkham City, o jogador, em alguns momentos, joga como a Mulher-Gato. Nessa versão, ela possui um uniforme provocante e seu famoso chicote, além de algumas outras armas usadas para atordoar inimigos.[carece de fontes?]

### Injustice 2
A Mulher-Gato pode ser encontrada no jogo em boa parte do modo história em que ela se une ao Batman para derrotar Brainiac e toda a sua sociedade formada pelos maiores vilões da DC.[carece de fontes?]